# Mimoschinia rufofascialis
Mimoschinia là một chi bướm đêm thuộc họ Crambidae. Chi này chỉ gồm một loài Mimoschinia rufofascialis, thường thấy ở vùng Caribbe, từ Alberta đến British Columbia, phía Nam từ Texas và California, và tại Mexico.